# Christophe Marguet
Christophe Marguet (Parijs, 14 mei 1965) is een Franse jazzdrummer.

## Biografie
Marguet begon reeds als kind te drummen. Op 15-jarige leeftijd kreeg hij lessen van Jacques Bonnardel in Drôme. Later vervolgde hij zijn studies in Parijs bij Michel Sardaby en Keith Copeland. Hij volgde ook workshops en masterclasses van Kenny Barron, Rufus Reid, Victor Lewis, David Liebman, Richie Beirach, Ron McClure, Billy Hart en John Abercrombie.
Sinds het midden van de jaren 1980 werkte hij als sideman met gevestigde Franse jazzmusici als Barney Wilen, René Urtreger, Stéphane Grappelli, Didier Levallet, François Jeanneau, Alain Jean-Marie, François Corneloup, Joëlle Léandre, Marc Ducret maar ook met Amerikaanse gasten als Robin Kenyatta, Vincent Herring, Bud Shank, Buddy DeFranco, Ted Nash, Ted Curson, Don Sickler en Glenn Ferris en met Enrico Rava en Paolo Fresu. Zijn samenwerking met vibrafonist David Patrois en bassist Christophe Wallemme werd bijzonder gewaardeerd. In 1993 formeerde hij met Sébastien Texier en Olivier Sens het Christoph Maguet Trio, waarmee hij in 1995 de La Défense jazzcompetitie won. Voor het eerste album Résistance Poétique werd het trio in 1997 onderscheiden met de Django d'Or.
Hij werkt momenteel met zijn eigen kwartet Résistance Poétique, waartoe Sébastien Texier, Bruno Angelini en Mauro Gargano behoren. In 2016 formeerde hij met Yoann Loustalot, François Chensel en Frédéric Chiffoleau het kwartet Old and New Songs op, dat in 2019 op tournee ging in Rusland. Hij is ook een vaste partner van Eric Watson, Henri Texier, Joachim Kühn, Jean-Marc Foltz, Claude Tchamitchian en Yves Rousseau. Hij werkt ook in de bands van Daniel Beaussier, Nicolas Genest, Emmanuel Sourdeix en in het Orchestre National de Jazz (onder leiding van Paolo Damiani).

## Discografie
- 1995: Résistance Poétique met Sébastien Texier, Olivier Sens
- 1999: Les Correspondences, met Sébastien Texier, Bertrand Denzler, Olivier Sens
- 2002: Reflections met Daunik Lazro, Alain Vankenhove, Michel Massot, Olivier Benoît, Philippe Deschepper
- 2005: Eclarte met Sébastien Texier, Olivier Benoît, Bruno Chevillon
- 2010: Sébastien Boisseau / Joachim Kühn / Christophe Marguet / Christophe Monniot: Émotions Homogènes
- 2014: Daniel Erdmann / Christophe Marguet Together, Together!

- Bibliothèque nationale de France: cb14007367h (data)
- International Standard Name Identifier: 0000 0000 0087 0760
- MusicBrainz: d126e24d-2d9d-4777-9a62-e511d0785ac6
- Système universitaire de documentation: 080409792
- Virtual International Authority File: 34654861
- WorldCat: E39PBJmy34GQwVykWHrYRv7CQq